# 博讷维尔拉卢韦
博讷维尔拉卢韦（法語：Bonneville-la-Louvet，法語發音：[bɔnvil la luvɛ] ⓘ）是法国卡尔瓦多斯省的一个市镇，属于利雪区。

## 地理
博讷维尔拉卢韦（49°16'29"N, 0°20'21"E）面积20.75 平方千米，位于法国诺曼底大区卡爾瓦多斯省，该省份为法国西北部沿海省份，北濒大西洋英吉利海峡，东北与滨海塞纳省以海上边界相接，东临厄尔省，南至奧恩省，西与芒什省接壤。
与博讷维尔拉卢韦接壤的市镇（或旧市镇、城区）包括：卡洛讷河畔莱索蒂约、布朗日堡、勒福、圣安德烈代贝尔托、勒布瓦埃兰、拉朗德圣莱热、马尔坦维尔、圣皮埃尔-德科尔梅耶。

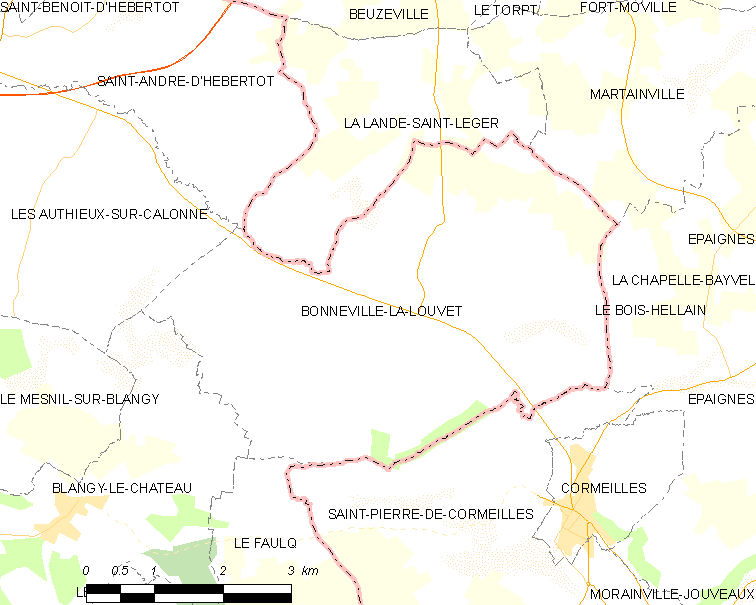
博讷维尔拉卢韦的OSM定位图

博讷维尔拉卢韦的时区为UTC+01:00、UTC+02:00（夏令时）。

## 行政
博讷维尔拉卢韦的邮政编码为14130，INSEE市镇编码为14085。

## 政治
博讷维尔拉卢韦所属的省级选区为蓬莱韦克县。

## 人口

1962-2008年间博讷维尔拉卢韦人口变化图示

博讷维尔拉卢韦于2022年1月1日时的人口数量为822人。